# 王朝

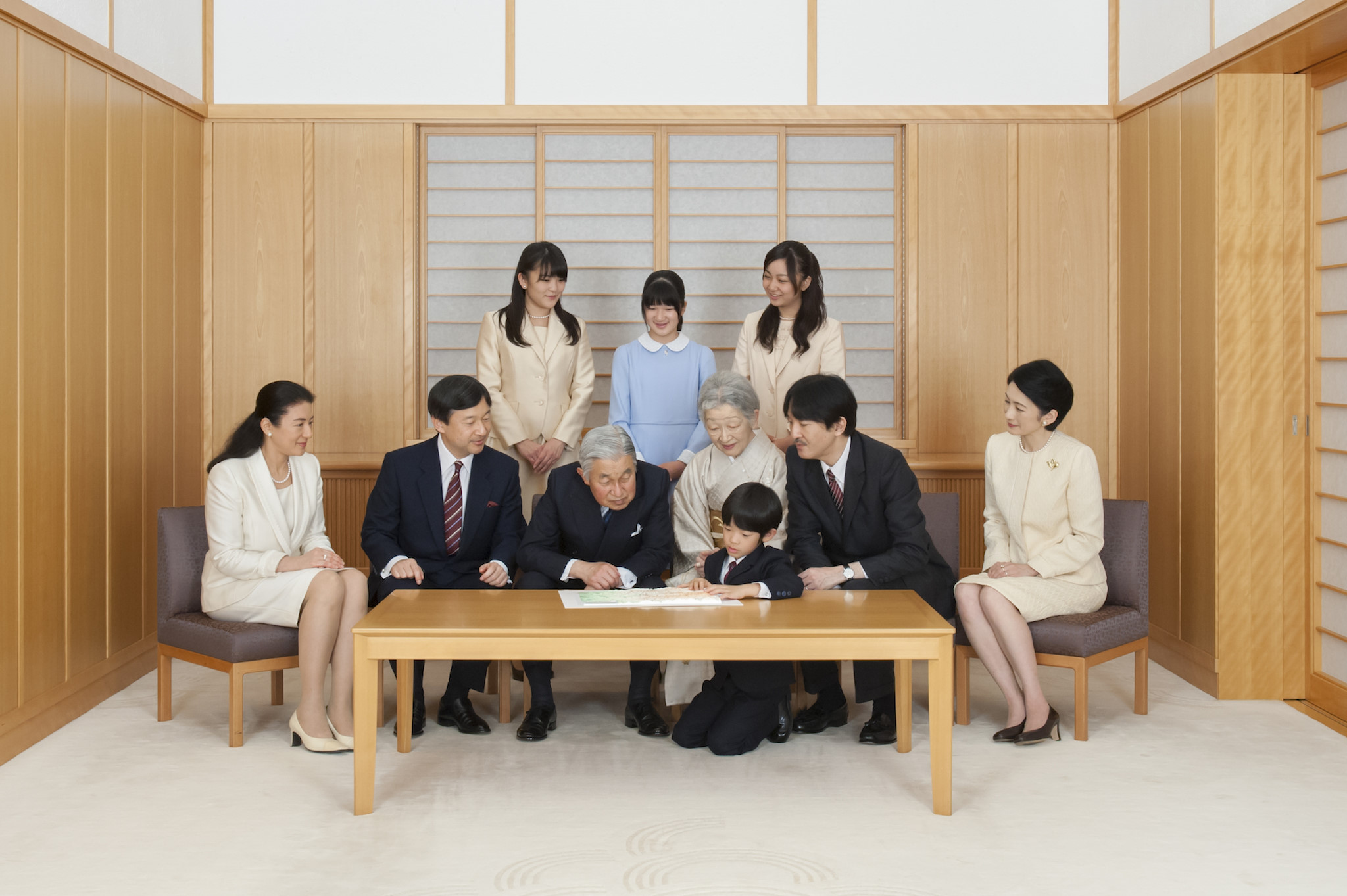
2013年11月、天皇と皇族

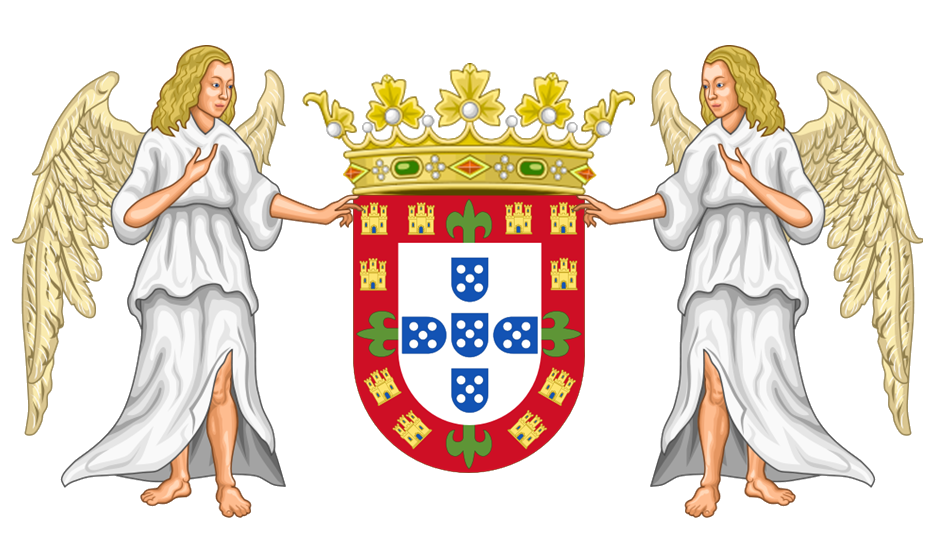
ポルトガルのアヴィス王朝の国章

ウィンザー朝の紋章、英国と連邦の現在の王室。

王朝（おうちょう、英: Dynasty）とは、歴史の分類方法の一つで、君主の系列あるいはその系列が支配した時代を分類するための歴史用語である。「朝」は朝儀に由来する。歴史家は歴史研究の都合上、君主の系列を各々の時代や文化圏にあわせて王朝として便宜的に分割してきた。そのため、王朝の定義や分類方法に世界共通の規則はなく、王朝の範囲は歴史家によって異なることがある。すなわち、現君主国が自ら王朝名を名乗ることはない。

## 概要
王朝とは、歴史家による君主の系列の人工的な分類である。多くの場合は、血族や養子縁組による世襲君主制の君主の系列を分類するために用いられるが、奴隷王朝やマムルーク朝のように血縁とは無関係な君主の系列に用いられる場合もある。王朝名は、王朝に分類された君主の在位時から意識されている場合もあるが、ほとんどは後世の歴史家による命名である。

### 中国の王朝
多くの場合、王朝は同姓の一族による一連の世襲を指し、王朝ごとに国号が違うため、国号が王朝名として使われる。王朝の交替は血統の断絶ではなく徳の断絶によって定義される。徳が連続している間は血統が離れた相続や別姓の非血縁者による相続も可能だが、いったん徳が断絶したものを再興した場合は血統が継続していようとも前漢、後漢のように区別するのが普通である。そのため、中国南朝の斉と梁などのように、男系で連なる同姓血族の相続であっても、徳が断絶したと認識されれば王朝も交替したものとみなされる。

### 西洋文化圏
王朝が同一家名の君主の連続によるものと定義され、家名が王朝名となる。例えばイギリス王のジョージ5世は、在位7年目まではサクス＝コバーグ＝ゴータ家を名乗っていたが、1917年に家名をウィンザー家と改称したため、これによって王朝が交代したものとされる。また、当事者による家名の変更以外にも、嫡流が断絶して既に別家を立てている兄弟への継承や、傍系継承または女系継承が起きた場合も家名が変われば王朝の交替となる。ただし、近年は女系継承が行なわれても母方の家名を用いる（＝君主の家名が変わらない）ことが多く、その場合は一般的には王朝交代とはみなされないため、一概に女系継承や傍系継承が王朝交代（家名変更）に直結するとは言えない。ヨーロッパの王家は武力で滅亡する例は少なく、多くが嫡流の断絶による家名の変更である。ただし、中世以前には正式な家名が無い場合が多く、多くは後世の歴史家が適当に命名および分類したものである。

### イスラム文化圏
当初はムハンマドに始まるアラブ人の世襲のカリフの権勢が及ぶ範囲を王朝と定義でき、その最初にして8世紀までに強大な勢力を築いた王朝はイスラム帝国（サラセン帝国）と呼ばれている。しかし、ペルシア人も台頭してムスリム内では対立が激化し、10世紀にはカリフが乱立するなどして権威が失墜した。その後はスルタン、シャー、ハンなどの君主号で有力者がそれぞれに王朝を建てて世襲した。アラビアのほか、ペルシャ、シリア、などは古代ギリシア語による地方名のエクソニムであったが、君主は対外的には帝政を敷いていたため、しばしば歴史家によって権勢の及ぶ範囲を国家に相当する領土範囲と認め、サーサーン朝、セレウコス朝、ファーティマ朝、アッバース朝などの王朝名で国名に代替した経緯がある。現代でも、例えばサウジアラビアは「サウード家のアラビア地域の王国」を意味している。もっとも、いくつかある諸権勢を1つに束ねられるさらに大きな大権が登場したときには、西欧の定義に倣ってこれを「帝王」と認め帝国を定義している。これによりオスマン朝はオスマン帝国とも呼ばれる。

### 日本の王朝
日本史において、一般的に王朝の分割による時代の分類は意識されておらず、また皇統以外の王権の存在も意識されていないため、「王朝」の呼称は（武家政権時代（院政も含める）との対比による呼称としての）「王朝時代」の例を除いて一般には用いられない。この例では、古墳時代、飛鳥時代、奈良時代、平安時代を代替して「王朝時代」と呼び、同時代の文化を王朝文化、王朝文学、王朝物語、そして11世紀中期ないし12世紀後期までの期間を王朝国家と呼ぶことがある。
各々の天皇の時代を「推古朝」等のように呼ぶ例や、皇統が断絶しないよう傍系から擁立した例（継体天皇、光仁天皇など）で「仁徳朝」「天武朝」と言及されることがあるが、あまり一般的な用法とはなっていない。

## 王朝の定義認識の諸例
- 徳川将軍家で8代将軍徳川吉宗が紀州徳川家から入ったり、応神天皇の五世孫として継体天皇が即位したりするのは、日本では同一王朝とみなされるが、西欧文化圏や中華文化圏の一般的な見方に拠れば王朝の交代とみなされる可能性がある。
- フランス王国のカペー朝・ヴァロワ朝・ブルボン朝・オルレアン朝は、西欧文化圏では王朝交代とみなされるが、日本や漢字文化圏での一般的な見方に拠れば、すべてユーグ・カペーの男系子孫による同一王朝とみなされる可能性がある。
- 中国の清朝の起点は日本ではヌルハチとされるのが一般的であるが、中国ではヌルハチとホンタイジを後金、順治帝以降を清朝として分割する場合がある。
- バーブルの前半生はティムール朝の歴史であるが、後半生はムガル朝の歴史とされるように、同一人物であっても政権・政体の変化によって別王朝として扱われることがある。
- イギリス王のジョージ5世の統治時代のうち1917年まではサクス＝コバーグ＝ゴータ朝とされ1917年以降がウィンザー朝とされる。

## 暗喩として
現在でも、世襲や同族経営が行われる財閥企業グループ、家元制や世襲政治家の家系などにおいて比喩的に使われる場合がある。（例：「ケネディ王朝」「金王朝」）。
また英単語dynasty（英語版:dynasty(sports)）はスポーツの分野において、特定の選手・チームがその競技やリーグの頂点を長期間勝ち取り続けることを表し、日本語においても「王朝」と翻訳される場合がある。

## 既存の王朝

### 既存の主権王朝の一覧
| 王朝 | 国家                                       | 現在の君主                                                 | 王朝の創始者                             | 王朝の発祥地                                                | 王朝の成立                      |
| --- | ------------------------------------------ | ---------------------------------------------------------- | ---------------------------------------- | ----------------------------------------------------------- | ------------------------------- |
| 日本皇室 Imperial House of Japan                                                                                         | 日本国                                     | 徳仁                                                       | 神武天皇                                 | 奈良県橿原市 （日本）                                       | 紀元前660年2月11日 〈皇紀元年〉 |
| グリマルディ朝 House of Grimaldi                                                                                         | モナコ公国                                 | アルベール2世                                              | フランソワ・グリマルディ                 | ジェノヴァ （イタリア）                                     | 1297年                          |
| ボルキア朝 House of Bolkiah                                                                                              | ブルネイ・ダルサラーム国                   | ハサナル・ボルキア                                         | ムハンマド                               | タリーム （イエメン）                                       | 1405年                          |
| リヒテンシュタイン朝 House of Liechtenstein                                                                              | リヒテンシュタイン公国                     | ハンス・アダム2世                                          | カール1世                                | ニーダーエスターライヒ （オーストリア）                     | 1608年                          |
| アラウィー朝 Alaouite dynasty                                                                                            | モロッコ王国                               | ムハンマド6世                                              | マウラーヤ・シャリーフ                   | タフィラルト （モロッコ）                                   | 1631年                          |
| ブルボン＝アンジュー朝 House of Borbón-Anjou                                                                             | スペイン王国                               | フェリペ6世                                                | フェリペ5世                              | ブルボン＝ラルシャンボー （フランス）                       | 1700年                          |
| ドラミニ朝 House of Dlamini                                                                                              | エスワティニ王国                           | ムスワティ3世                                              | ドラミニ1世                              | 東アフリカ                                                  | 1720年                          |
| サウード朝 House of Saud                                                                                                 | サウジアラビア王国                         | サルマーン・ビン・アブドゥルアズィーズ                     | ムハンマド・イブン＝サウード             | ディルイーヤ （サウジアラビア）                             | 1744年                          |
| ルクセンブルク＝ナッサウ朝 House of Luxembourg-Nassau                                                                    | ルクセンブルク大公国                       | アンリ                                                     | アドルフ                                 | ナッサウ （ドイツ）                                         | 1748年                          |
| ブーサイード朝 House of Said                                                                                             | オマーン国                                 | ハイサム・ビン・ターリク・アール＝サイード                 | アフマド・ビン・サイード                 | オマーン                                                    | 1749年                          |
| サバーハ朝 House of Sabah                                                                                                | クウェート国                               | サバーハ・アル＝アフマド・アル＝ジャービル・アッ＝サバーハ | サバーハ1世                              | ナジュド （サウジアラビア）                                 | 1756年                          |
| ベルナドッテ朝 House of Bernadotte                                                                                       | スウェーデン王国                           | カール16世グスタフ                                         | カール14世ヨハン                         | ポー （フランス）                                           | 1763年                          |
| チャクリー朝 Chakri dynasty                                                                                              | タイ王国                                   | ラーマ10世                                                 | ラーマ1世                                | テーサバーンナコーン・プラナコーンシーアユッタヤー （タイ） | 1782年                          |
| ハリーファ朝 House of Khalifa                                                                                            | バーレーン王国                             | ハマド・ビン・イーサ・アール・ハリーファ                   | カリファ・イブン・ムハンマド             | ナジュド （サウジアラビア）                                 | 1783年                          |
| オラニエ＝ナッサウ朝 House of Orange-Nassau                                                                              | オランダ王国                               | ウィレム＝アレクサンダー                                   | ウィレム1世                              | ナッサウ （ドイツ）                                         | 1815年                          |
| モショエショエ朝 House of Moshesh                                                                                        | レソト王国                                 | レツィエ3世                                                | モショエショエ1世                        | レソト                                                      | 1822年                          |
| ベルジック朝 House of Belgium                                                                                            | ベルギー王国                               | フィリップ                                                 | アルベール1世                            | テューリンゲン・バイエルン （ドイツ）                       | 1831年                          |
| トゥポウ朝 House of Tupou                                                                                                | トンガ王国                                 | トゥポウ6世                                                | ジョージ・トゥポウ1世                    | トンガ                                                      | 1845年                          |
| サーニー朝 House of Thani                                                                                                | カタール国                                 | タミーム・ビン・ハマド・アール＝サーニー                   | サーニー・ビン・ムハンマド               | ナジュド （サウジアラビア）                                 | 1847年                          |
| シュレースヴィヒ＝ホルシュタイン＝ゾンダーブルク＝グリュックスブルク朝 House of Schleswig-Holstein-Sonderburg-Glücksburg | デンマーク王国                             | マルグレーテ2世                                            | フリードリヒ・ヴィルヘルム               | グリュックスブルク （ドイツ）                               | 1863年                          |
| シュレースヴィヒ＝ホルシュタイン＝ゾンダーブルク＝グリュックスブルク朝 House of Schleswig-Holstein-Sonderburg-Glücksburg | ノルウェー王国                             | ハーラル5世                                                | フリードリヒ・ヴィルヘルム               | グリュックスブルク （ドイツ）                               | 1863年                          |
| ワンチュク朝 House of Wangchuck                                                                                          | ブータン王国                               | ジグミ・ケサル・ナムゲル・ワンチュク                       | ウゲン・ワンチュク                       | ブータン                                                    | 1907年                          |
| ハーシム朝 House of Hashim                                                                                               | ヨルダン・ハシミテ王国                     | アブドゥッラー2世                                          | フサイン・イブン・アリー                 | ヒジャーズ （サウジアラビア）                               | 1916年6月10日                   |
| ウィンザー朝 House of Windsor                                                                                            | アンティグア・バーブーダ                   | チャールズ3世                                              | ジョージ5世                              | テューリンゲン・バイエルン （ドイツ）                       | 1917年7月17日                   |
| ウィンザー朝 House of Windsor                                                                                            | オーストラリア連邦                         | チャールズ3世                                              | ジョージ5世                              | テューリンゲン・バイエルン （ドイツ）                       | 1917年7月17日                   |
| ウィンザー朝 House of Windsor                                                                                            | バハマ国                                   | チャールズ3世                                              | ジョージ5世                              | テューリンゲン・バイエルン （ドイツ）                       | 1917年7月17日                   |
| ウィンザー朝 House of Windsor                                                                                            | ベリーズ                                   | チャールズ3世                                              | ジョージ5世                              | テューリンゲン・バイエルン （ドイツ）                       | 1917年7月17日                   |
| ウィンザー朝 House of Windsor                                                                                            | カナダ                                     | チャールズ3世                                              | ジョージ5世                              | テューリンゲン・バイエルン （ドイツ）                       | 1917年7月17日                   |
| ウィンザー朝 House of Windsor                                                                                            | グレナダ                                   | チャールズ3世                                              | ジョージ5世                              | テューリンゲン・バイエルン （ドイツ）                       | 1917年7月17日                   |
| ウィンザー朝 House of Windsor                                                                                            | ジャマイカ                                 | チャールズ3世                                              | ジョージ5世                              | テューリンゲン・バイエルン （ドイツ）                       | 1917年7月17日                   |
| ウィンザー朝 House of Windsor                                                                                            | ニュージーランド                           | チャールズ3世                                              | ジョージ5世                              | テューリンゲン・バイエルン （ドイツ）                       | 1917年7月17日                   |
| ウィンザー朝 House of Windsor                                                                                            | パプアニューギニア独立国                   | チャールズ3世                                              | ジョージ5世                              | テューリンゲン・バイエルン （ドイツ）                       | 1917年7月17日                   |
| ウィンザー朝 House of Windsor                                                                                            | セントクリストファー・ネイビス連邦         | チャールズ3世                                              | ジョージ5世                              | テューリンゲン・バイエルン （ドイツ）                       | 1917年7月17日                   |
| ウィンザー朝 House of Windsor                                                                                            | セントルシア                               | チャールズ3世                                              | ジョージ5世                              | テューリンゲン・バイエルン （ドイツ）                       | 1917年7月17日                   |
| ウィンザー朝 House of Windsor                                                                                            | セントビンセント及びグレナディーン諸島     | チャールズ3世                                              | ジョージ5世                              | テューリンゲン・バイエルン （ドイツ）                       | 1917年7月17日                   |
| ウィンザー朝 House of Windsor                                                                                            | ソロモン諸島                               | チャールズ3世                                              | ジョージ5世                              | テューリンゲン・バイエルン （ドイツ）                       | 1917年7月17日                   |
| ウィンザー朝 House of Windsor                                                                                            | ツバル                                     | チャールズ3世                                              | ジョージ5世                              | テューリンゲン・バイエルン （ドイツ）                       | 1917年7月17日                   |
| ウィンザー朝 House of Windsor                                                                                            | グレートブリテン及び北アイルランド連合王国 | チャールズ3世                                              | ジョージ5世                              | テューリンゲン・バイエルン （ドイツ）                       | 1917年7月17日                   |
| ノロドム朝 House of Norodom                                                                                              | カンボジア王国                             | ノロドム・シハモニ                                         | ノロドム                                 | カンボジア                                                  |                                 |
| ブンダハラ朝 Bendahara dynasty                                                                                           | マレーシア                                 | アブドゥラ                                                 | トゥン・ハバブ                           | ジョホール （マレーシア）                                   |                                 |
| ナヒヤーン朝 House of Nahyan                                                                                             | アラブ首長国連邦                           | ハリーファ・ビン・ザーイド・アール・ナヒヤーン             | テヤブ・ビン・イーサ・アール・ナヒヤーン | リワ・オアシス （アラブ首長国連邦）                         |                                 |

### 非主権王朝が既存する国と地域の一覧
| 大陸       | 国または地域                 |
| ---------- | ---------------------------- |
| アフリカ   | ベナン共和国                 |
| アフリカ   | ボツワナ共和国               |
| アフリカ   | チャド共和国                 |
| アフリカ   | 赤道ギニア共和国             |
| アフリカ   | エチオピア連邦民主共和国     |
| アフリカ   | マラウイ共和国               |
| アフリカ   | モーリタニア・イスラム共和国 |
| アフリカ   | ナミビア共和国               |
| アフリカ   | ニジェール共和国             |
| アフリカ   | ナイジェリア連邦共和国       |
| アフリカ   | セネガル共和国               |
| アフリカ   | 南アフリカ共和国             |
| アフリカ   | スーダン共和国               |
| アフリカ   | タンザニア連合共和国         |
| アフリカ   | トーゴ共和国                 |
| アフリカ   | ウガンダ共和国               |
| アフリカ   | ザンビア共和国               |
| アジア     | バングラデシュ人民共和国     |
| アジア     | インド共和国                 |
| アジア     | インドネシア共和国           |
| アジア     | マレーシア                   |
| アジア     | フィリピン共和国             |
| アジア     | 東ティモール民主共和国       |
| アジア     | アラブ首長国連邦             |
| ヨーロッパ | モンテネグロ                 |
| 北アメリカ | パナマ共和国                 |
| オセアニア | クック諸島                   |
| オセアニア | マーシャル諸島共和国         |
| オセアニア | ミクロネシア連邦             |
| オセアニア | ニューカレドニア             |
| オセアニア | ニュージーランド             |
| オセアニア | パラオ共和国                 |
| オセアニア | サモア独立国                 |
| オセアニア | ツバル                       |
| オセアニア | ウォリス・フツナ諸島地域     |